# Ame to Yume no Ato ni
Ame to Yume no Ato ni es una serie japonesa de televisión del año 2005.

## Argumento
Ame Sakurai es una adolescente que está muy unida a su padre. Una de las aficiones de este es el cazar mariposas y en uno de sus viajes muere. Pero el no lo sabe y regresa a su casa, donde Ame lo espera y sin saber lo que ha ocurrido, convive con él.

## Comentario
Ame to Yume no Ato ni está basada en la novela homónima de Yu Miri.

## Guía de episodios
1. Incluso si muero te protegeré (死んでも君を守る)
2. El fantasma de una bella mujer que busca a su madre (母を探す美少女霊)
3. Confesión (告白)
4. 「親」
5. 「嘘」
6. 「別離・第一章完結」
7. 「破綻」
8. 「決心」
9. 「暁子」
10. 「希望～永遠の雨～」

## Artistas invitados
- Mitsuru Hirata: Policía fantasmas - Episosio 1
- Airi Tohriyama: Ishida Yuriko - Episosio 2
- Atsuko Takahata: Ishida Sanae - Episosio 2
- Yumiko Takahashi: Ooshima Kasumi - Episosio 3
- Shunta Nakamura: Kuji Yasuhiko - Episosio 4
- Tetsuo Yamashita: Kuji Shoutaro - Episosio 4
- Jiro Sato: Umezu Seiichi - Episosio 5
- Arashi Fukasawa: Umezu Yuuta - Episosio 5
- Chiaki Saito: Umezu Shiori - Episosio 5
- Shin Yazawa: Ruriko - Episosio 7
- Ayako Sawada: Tomoharu's mother - Episosio 8
- Meikyou Yamada: Tomoharu's father - Episosio 8
- Takaya Kamikawa: Takashiba Shiro - Episosio 9